# Carphoproscopia lancea
Carphoproscopia lancea är en insektsart som först beskrevs av Hermann Burmeister 1880.  Carphoproscopia lancea ingår i släktet Carphoproscopia och familjen Proscopiidae. Inga underarter finns listade i Catalogue of Life.